# Deposito locomotive di Bari
Il deposito locomotive di Bari è un impianto ferroviario dedicato alla sosta, manutenzione e rifornimento di locomotive ed automotrici.

## Storia
Il deposito di Bari esisteva già prima dell'istituzione delle Ferrovie dello Stato, avvenuta nel 1905.